# پولی (قرقره)

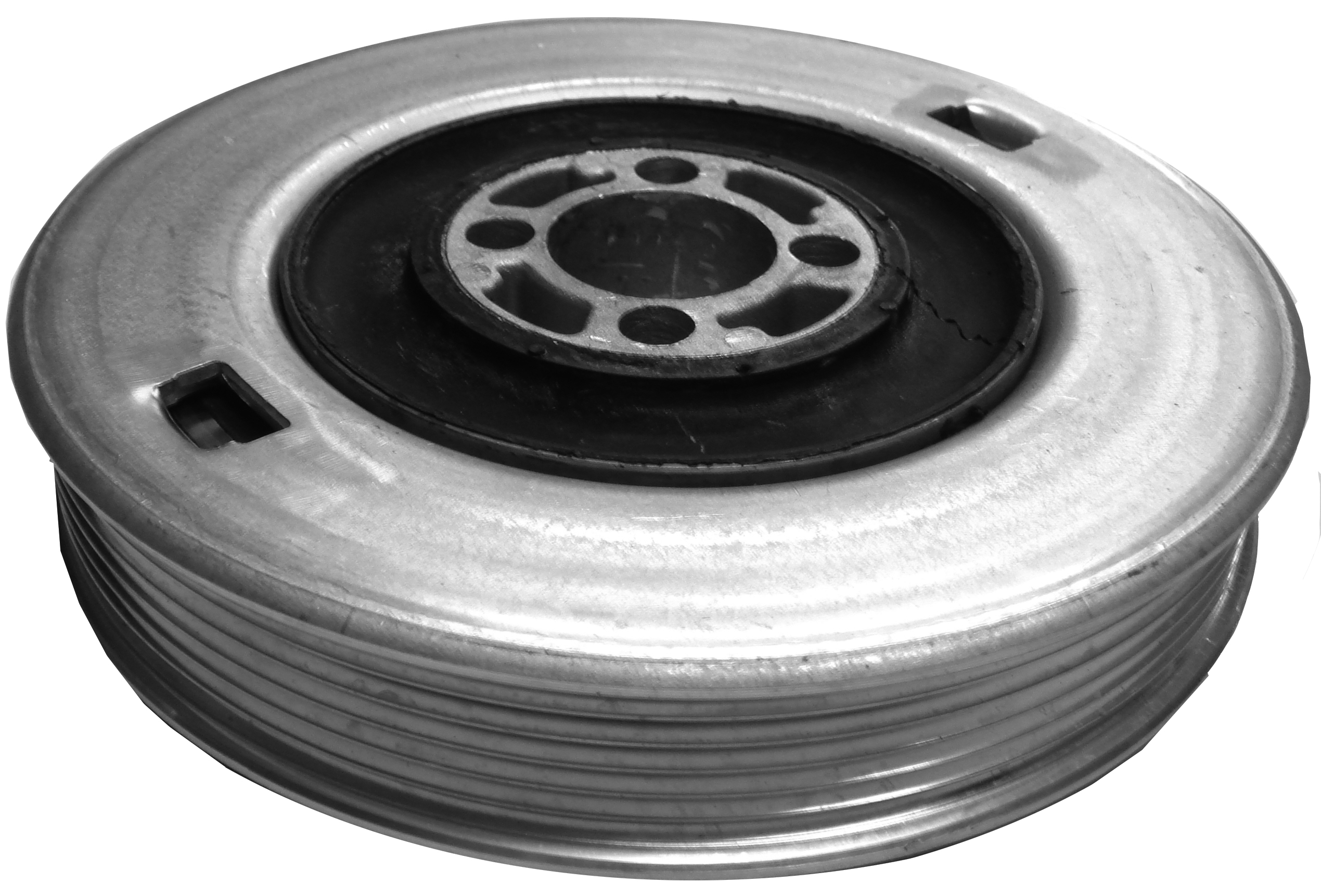
یک پولی فلزی با شیارهایی کم عمق متناسب با تسمه‌های چندشیاره

پولیِ قرقره اصلی‌ترین جزء سازنده یک قرقره می‌باشد که عبارت است از یک صفحه مدور شیاردار فلزی، چوبی یا پلاستیکی که با ضخامت و تعداد شیارهایی متناسب با کاربرد آن پولی طراحی و ساخته می‌شود که در مرکز مقطع دایره‌ای آن یک سوراخ تعبیه شده که محور قرقره از درون آن عبور می‌کند. در برخی از مدل‌ها و جهت تسهیل در دست‌یابی به سرعت چرخش بالاتر پولی، از یک بلبرینگ یا یاتاقان مابین محور قرقره و سوراخ داخل پولی استفاده می‌شود. شیارها یا شیارهای محیطی پولی متناسب با ابزاری که برای انتقال نیروی جابجایی بار اعم از طناب، کابل یا تسمه مورد استفاده است، طراحی می‌شود.